# Helmbrecht Breinig
Helmbrecht Breinig (* 2. November 1938 in Mannheim) ist ein deutscher Amerikanist und Hochschullehrer.

## Leben und Wirken
Helmbrecht Breinig studierte Anglistik, Amerikanistik, Germanistik und Romanistik an den Universitäten Heidelberg, München, Liverpool, Freiburg/Br. und an der University of California, San Diego. Nach dem ersten Staatsexamen für den höheren Schuldienst (1965) promovierte er 1971 an der Universität Freiburg/Br., wo er seit 1969 als Lehrbeauftragter bzw. wissenschaftlicher Assistent tätig war. 1977 wurde er Akademischer Rat bzw. Oberrat an der Universität Mannheim. Dort habilitierte er sich 1982 für das Fach Englische Philologie.
Nach einer Lehrstuhlvertretung an der Universität Stuttgart (1982/83) übernahm er 1985 eine Professur an der Universität Bamberg. 1987 wurde er ordentlicher Professor an der Universität Erlangen-Nürnberg. Im Jahre 2004 wurde er emeritiert.
Im Jahre 2000 war er Gastprofessor an der University of California, Berkeley. Er hielt sich mehrfach zu Forschungszwecken an wissenschaftlichen Einrichtungen in den USA und Kanada auf. Von 1991 bis 2004 war er Mitherausgeber der Zeitschrift für Anglistik und Amerikanistik und (von 1997 bis 2004) der Schriftenreihe dieser Zeitschrift.
Von 1998 bis 2004 war Breinig Gründungsdirektor der Bayerischen Amerika-Akademie und ist seither Ehrenmitglied.
In seinen zahlreichen Veröffentlichungen beschäftigt sich Breinig mit der amerikanischen Erzählliteratur und Lyrik, aber auch mit der Literatur der Indianer und der Interamerikanistik. Er schrieb u. a. eine Einführung in das Werk von Mark Twain. Außerdem arbeitet er als Übersetzer.

## Veröffentlichungen (Auswahl)
- Irvings Kurzprosa. Kunst und Kunstproblematik im erzählerischen und essayistischen Werk (= Europäische Hochschulschriften, Reihe 14. Bd. 6). Lang, Frankfurt am Main 1972, ISBN 3-261-00789-3 (= Dissertation Universität Freiburg/Br.).
- Satire und Roman. Studien zur Theorie des Genrekonflikts und zur satiriscchen Erzählliteratur der USA von Brackenridge bis Vonnegut (= Mannheimer Beiträge zur Sprach- und Literaturwissenschaft. Bd. 4). Narr, Tübingen 1984, ISBN 3-87808-481-1 (= Habilitationsschrift Universität Mannheim).
- mit Ulrich Halfmann (Hrsg.): Die amerikanische Literatur bis zum Ende des 19. Jahrhunderts. Francke, Tübingen 1985, ISBN 3-7720-1799-1.
- (Hrsg.): Interamerikanische Beziehungen. Einfluß - Transfer - Interkulturalität (= Lateinamerika-Studien-Bd. Band 27). Vervuert, Frankfurt am Main 1990, ISBN 3-89354-727-4.
- mit Wolfgang Binder (Hrsg.): Facing America. Multikulturelle Literatur der USA in Texten und Interviews. Ein Lesebuch. Rotpunktverlag, Zürich 1994, ISBN 3-85869-094-5.
- (Hrsg. u. Übers.): American poetologics. Statements and poems by twentieth century poets (= Bamberger Editionen. Bd. 11). Universitätsbibliothek Bamberg, 1995, ISBN 3-923507-24-0.
- (Mithrsg.): Das deutsche und das amerikanische Hochschulsystem. Bildungskonzepte und Wissenschaftspolitik. LIT, Münster 2001, ISBN 3-8258-4942-2.
- (Mithrsg.): Multiculturalism in contemporary societies. Perspectives on difference and transdifference (= Erlanger Forschungen, Reihe A. Bd. 101). Universitätsbibliothek Erlangen 2002, ISBN 3-930357-51-8.
- (Hrsg.): Imaginary (re-)locations. Tradition, modernity, and the market in contemporary native American literature and culture (= ZAA studies. Bd. 18). Stauffenburg-Verlag, Tübingen 2003, ISBN 3-86057-747-6.
- (Hrsg.): Poetischer New York-Führer. Wissenschaftliche Buchgesellschaft, Darmstadt 2005, ISBN 3-534-15784-2.
- Mark Twain. Eine Einführung in sein Werk. Wissenschaftliche Buchgesellschaft, Darmstadt 2011, ISBN 978-3-534-24649-6 (erw. u. revidierte Ausgabe, erschien zuerst 1985).
- mit Wolfram Donat (Hrsg.): Das Auge des Raben Schwarz. Tiergedichte aus der englischsprachigen Welt. Libronauti, Gelnhausen 2016, ISBN 978-3-944861-08-1.
- Hemispheric imaginations. North American fictions of Latin America. Dartmouth College Press, Hannover, NH 2017, ISBN 978-1-61168-972-3.